# Squadre di nuoto sincronizzato ai Giochi della XXX Olimpiade
Di seguito l'elenco delle sincronette convocate per i Giochi della XXX Olimpiade.

## Formazioni
NB: in grassetto le rappresentanti della gara di duo, mentre in corsivo le riserve.
| Australia          |                   |
| Sincronetta        | Data di nascita   |
| Eloise Amberger    | 28 gennaio 1987   |
| Jenny-Lyn Anderson | 13 agosto 1992    |
| Sarah Bombell      | 12 aprile 1983    |
| Olia Burtaev       | 18 giugno 1995    |
| Tamika Domrow      | 6 settembre 1989  |
| Bianca Hammett     | 12 settembre 1990 |
| Tarren Otte        | 29 marzo 1984     |
| Frankie Owen       | 27 marzo 1988     |
| Samantha Reid      | 28 ottobre 1988   |

| Canada                     |                   |
| Sincronetta                | Data di nascita   |
| Marie-Pier Boudreau Gagnon | 3 marzo 1983      |
| Stéphanie Durocher         | 24 maggio 1989    |
| Jo-Annie Fortin            | 25 ottobre 1990   |
| Chloé Isaac                | 5 giugno 1991     |
| Stéphanie Leclair          | 15 gennaio 1990   |
| Tracy Little               | 26 novembre 1985  |
| Élise Marcotte             | 27 settembre 1988 |
| Karine Thomas              | 14 gennaio 1989   |
| Valerie Welsh              | 14 aprile 1988    |

| Cina           |                   |
| Sincronetta    | Data di nascita   |
| Chang Si       | 15 novembre 1986  |
| Chen Xiaojun   | 3 agosto 1992     |
| Huang Xuechen  | 25 febbraio 1990  |
| Jiang Tingting | 25 settembre 1986 |
| Jiang Wenwen   | 25 settembre 1986 |
| Liu Ou         | 13 novembre 1986  |
| Luo Xi         | 15 dicembre 1987  |
| Sun Wenyan     | 27 dicembre 1989  |
| Wu Yiwen       | 5 agosto 1986     |

| Egitto            |                  |
| Sincronetta       | Data di nascita  |
| Reem Abdalazem    | 25 novembre 1992 |
| Shaza Abdelrahman | 23 dicembre 1992 |
| Aya Darwish       | 17 novembre 1994 |
| Nour El-Afandi    | 10 gennaio 1993  |
| Dalia El-Gebaly   | 26 marzo 1992    |
| Samar Hassounah   | 19 dicembre 1987 |
| Youmna Khallaf    | 8 novembre 1991  |
| Mai Mohamed       | 4 aprile 1990    |
| Mariam Omar       | 27 febbraio 1993 |

| Giappone        |                   |
| Sincronetta     | Data di nascita   |
| Yumi Adachi     | 7 febbraio 1989   |
| Aika Hakoyama   | 27 luglio 1991    |
| Yukiko Inui     | 4 dicembre 1990   |
| Mayo Itoyama    | 1º novembre 1991  |
| Chisa Kobayashi | 12 dicembre 1987  |
| Risako Mitsui   | 23 settembre 1993 |
| Mai Nakamura    | 13 gennaio 1989   |
| Mariko Sakai    | 3 dicembre 1990   |
| Kurumi Yoshida  | 1º dicembre 1991  |

| Gran Bretagna     |                   |
| Sincronetta       | Data di nascita   |
| Yvette Baker      | 25 novembre 1991  |
| Katie Clark       | 23 marzo 1994     |
| Katrina Dawkins   | 20 agosto 1988    |
| Olivia Federici   | 13 febbraio 1990  |
| Jennifer Knobbs   | 19 maggio 1989    |
| Victoria Lucass   | 11 settembre 1990 |
| Asha Randall      | 6 aprile 1990     |
| Jenna Randall     | 20 settembre 1988 |
| Katherine Skelton | 5 ottobre 1987    |

| Russia              |                   |
| Sincronetta         | Data di nascita   |
| Anastasija Davydova | 2 febbraio 1983   |
| Marija Gromova      | 20 luglio 1984    |
| Natal'ja Iščenko    | 8 aprile 1986     |
| Ėl'vira Chasjanova  | 28 marzo 1981     |
| Dar'ja Korobova     | 7 febbraio 1989   |
| Aleksandra Packevič | 4 novembre 1988   |
| Svetlana Romašina   | 21 settembre 1989 |
| Alla Šiškina        | 2 agosto 1989     |
| Anželika Timanina   | 26 aprile 1989    |

| Spagna            |                   |
| Sincronetta       | Data di nascita   |
| Clara Basiana     | 23 gennaio 1991   |
| Alba Cabello      | 30 aprile 1986    |
| Ona Carbonell     | 5 giugno 1990     |
| Margalida Crespí  | 15 agosto 1990    |
| Andrea Fuentes    | 7 aprile 1983     |
| Thais Henriquez   | 29 ottobre 1982   |
| Paula Klamburg    | 20 settembre 1989 |
| Irene Montrucchio | 7 ottobre 1991    |
| Laia Pons         | 24 aprile 1993    |